# It's Boba Time
A It's Boba Time é uma cadeia de varejistas que vende principalmente bebidas, como boba e café. Em 2023, a empresa sediada na Califórnia tinha 95 locais, com 9 a serem abertos em breve no Arizona, Flórida e Nevada. Alguns locais populares atraem uma média de 1.000 pessoas diariamente.

## História
A cadeia foi fundada em 2003 por Eunice Pak em Los Angeles.

## Cardápio
A cadeia vende tigelas de açaí, café, frapês, suco, chá gelado, chá com leite, milkshakes, gelo raspado, slushies e smoothies. Entre as bebidas que também podem ser compradas estão batatas fritas e frango com pipoca. Em sua fundação, havia apenas 40 bebidas em seu cardápio, mas o número aumentou para mais de 140, com mais bebidas sendo adicionadas anualmente. A empresa também não cobra a mais por seu boba.

## Locais
A maioria das unidades da Boba Time na Califórnia fica na área da Grande Los Angeles, com duas em San Diego, três em Bakersfield e uma em Fresno e Temecula. Em outros estados, três estão planejados nas áreas metropolitanas de Las Vegas Valley, Miami e Phoenix. Alguns locais oferecem Wi-Fi gratuito.